# Ligue des champions de tennis de table 2013-2014
Navigation
Ligue des Champions
2012-2013 Ligue des Champions 
2014-2015
La 16e édition de la Ligue des champions de tennis de table masculine comptant pour la saison 2013-2014 oppose les meilleures équipes des principaux championnats nationaux d'Europe.
Les deux premiers de chaque groupe sont qualifiés pour les quarts de finale de la Ligue des champions. Les troisièmes de chaque groupe sont reversés en ETTU Cup.
Cette année, quatre clubs allemands, quatre clubs français, deux clubs russes, deux clubs autrichiens et un club suédois s'affrontent dans la compétition masculine pour succéder au palmarès au TTC Gazprom Orenbourg, vainqueur de Chartres ASTT au terme de la finale la plus serrée de l'histoire de la compétition (départage au point-average : 315 points à 311). Chez les dames, ce sont deux clubs autrichiens, un allemand, un hongrois, un polonais, un français, un russe et un turc qui participent à la phase de poules pour détrôner le Linz AG Froschberg, vainqueur du Budaörsi SC.

## Compétition masculine

### Phase de Poules
| Cl | Équipes                   | Pts | J | V | D | Pp | Pc | Diff |
| -- | ------------------------- | --- | - | - | - | -- | -- | ---- |
| 1  | TTC Gazprom Orenbourg     | 8   | 4 | 4 | 0 | 12 | 3  | +9   |
| 2  | Angers Vaillante TT       | 5   | 4 | 1 | 3 | 6  | 9  | -3   |
| 3  | TTF Liebherr Ochsenhausen | 5   | 4 | 1 | 3 | 3  | 9  | -6   |

| Cl | Équipes                 | Pts | J | V | D | Pp | Pc | Diff |
| -- | ----------------------- | --- | - | - | - | -- | -- | ---- |
| 1  | AS Pontoise-Cergy       | 11  | 6 | 5 | 1 | 17 | 8  | +9   |
| 2  | TTSC UMMC Ekaterinbourg | 10  | 6 | 4 | 2 | 14 | 9  | +5   |
| 3  | FC Sarrebruck           | 8   | 6 | 2 | 4 | 10 | 14 | -4   |
| 4  | Eslövs AI               | 7   | 6 | 1 | 5 | 6  | 16 | -10  |

| Cl | Équipes      | Pts | J | V | D | Pp | Pc | Diff |
| -- | ------------ | --- | - | - | - | -- | -- | ---- |
| 1  | GV Hennebont | 7   | 4 | 3 | 1 | 10 | 6  | +4   |
| 2  | Werder Brême | 6   | 4 | 2 | 2 | 7  | 7  | 0    |
| 3  | Walter Wels  | 5   | 4 | 1 | 3 | 6  | 10 | -4   |

| Cl | Équipes              | Pts | J | V | D | Pp | Pc | Diff |
| -- | -------------------- | --- | - | - | - | -- | -- | ---- |
| 1  | Chartres ASTT        | 8   | 4 | 4 | 0 | 12 | 0  | +12  |
| 2  | SVS Niederösterreich | 6   | 4 | 2 | 2 | 6  | 8  | -2   |
| 3  | Borussia Düsseldorf  | 4   | 4 | 0 | 4 | 2  | 12 | -10  |

### Phase finale
|  | Quarts de finale            | Quarts de finale            |                       |          | Demi-finales                   | Demi-finales                   |  |  | Finale                    | Finale                    |
|  | Quarts de finale            | Quarts de finale            |                       |          | Demi-finales                   | Demi-finales                   |  |  | Finale                    | Finale                    |
|  |                             |                             |                       |          |                                |                                |  |  |                           |                           |
|  | Aller à Düsseldorf le 26/01 | Aller à Düsseldorf le 26/01 |                       |          | Aller à Ekaterinbourg le 09/03 | Aller à Ekaterinbourg le 09/03 |  |  | Aller à Pontoise le 17/05 | Aller à Pontoise le 17/05 |
|  | Aller à Düsseldorf le 26/01 | Aller à Düsseldorf le 26/01 |                       |          | Aller à Ekaterinbourg le 09/03 | Aller à Ekaterinbourg le 09/03 |  |  | Aller à Pontoise le 17/05 | Aller à Pontoise le 17/05 |
|  | TTC Gazprom Orenbourg       | 3 ; 3                       |                       |          | Aller à Ekaterinbourg le 09/03 | Aller à Ekaterinbourg le 09/03 |  |  | Aller à Pontoise le 17/05 | Aller à Pontoise le 17/05 |
|  | TTC Gazprom Orenbourg       | 3 ; 3                       |                       |          | Aller à Ekaterinbourg le 09/03 | Aller à Ekaterinbourg le 09/03 |  |  | Aller à Pontoise le 17/05 | Aller à Pontoise le 17/05 |
|  | Borussia Düsseldorf         | 0 ; 1                       |                       |          | Aller à Ekaterinbourg le 09/03 | Aller à Ekaterinbourg le 09/03 |  |  | Aller à Pontoise le 17/05 | Aller à Pontoise le 17/05 |
|  | Borussia Düsseldorf         | 0 ; 1                       | TTC Gazprom Orenbourg | 2 ; 3    |                                |                                |  |  | Aller à Pontoise le 17/05 | Aller à Pontoise le 17/05 |
|  | Aller à Hennebont le 24/01  |                             | TTC Gazprom Orenbourg | 2 ; 3    |                                |                                |  |  | Aller à Pontoise le 17/05 | Aller à Pontoise le 17/05 |
|  |                             | TTSC UMMC Ekaterinbourg     | 3 ; 2                 |          |                                |                                |  |  | Aller à Pontoise le 17/05 | Aller à Pontoise le 17/05 |
|  | TTSC UMMC Ekaterinbourg     | TTSC UMMC Ekaterinbourg     | 3 ; 2                 | 2 ; 3    |                                |                                |  |  | Aller à Pontoise le 17/05 | Aller à Pontoise le 17/05 |
|  | TTSC UMMC Ekaterinbourg     |                             |                       | 2 ; 3    |                                |                                |  |  | Aller à Pontoise le 17/05 | Aller à Pontoise le 17/05 |
|  | GV Hennebont TT             | 3 ; 0                       |                       |          |                                |                                |  |  | Aller à Pontoise le 17/05 | Aller à Pontoise le 17/05 |
|  | GV Hennebont TT             | 3 ; 0                       | TTC Gazprom Orenbourg | 15 ; 311 |                                |                                |  |  |                           |                           |
|  | Aller à Brême le 17/01      |                             | TTC Gazprom Orenbourg | 15 ; 311 |                                |                                |  |  |                           |                           |
|  |                             | AS Pontoise-Cergy           | 310 ; 18              |          |                                |                                |  |  |                           |                           |
|  | AS Pontoise-Cergy           | AS Pontoise-Cergy           | 310 ; 18              | 05; 39   |                                |                                |  |  |                           |                           |
|  | AS Pontoise-Cergy           | Aller à Angers le 07/03     |                       | 05; 39   |                                |                                |  |  |                           |                           |
|  | Werder Brême                | 39; 02                      |                       |          |                                |                                |  |  |                           |                           |
|  | Werder Brême                | 39; 02                      | AS Pontoise-Cergy     | 3 ; 3    |                                |                                |  |  |                           |                           |
|  | Aller à Angers le 17/01     |                             | AS Pontoise-Cergy     | 3 ; 3    |                                |                                |  |  |                           |                           |
|  |                             | Angers Vaillante TT         | 0 ; 0                 |          |                                |                                |  |  |                           |                           |
|  | Angers Vaillante TT         | Angers Vaillante TT         | 0 ; 0                 | 3 ; 1    |                                |                                |  |  |                           |                           |
|  | Angers Vaillante TT         |                             |                       | 3 ; 1    |                                |                                |  |  |                           |                           |
|  | SVS Niederösterreich        | 0 ; 3                       |                       |          |                                |                                |  |  |                           |                           |
|  | SVS Niederösterreich        | 0 ; 3                       |                       |          |                                |                                |  |  |                           |                           |

- Premier de son groupe, l'ASTT Chartres () est disqualifié puisque l'un de ses joueurs a évolué en Ligue chinoise courant septembre, ce qui est contraire aux règlements[1] ;
- pour la deuxième année consécutive, trois clubs français participent aux quarts de finale de l'ECL ;
- pour la première fois de l'histoire de la Ligue des Champions, les deux demi-finales seront 100% nationales : deux clubs russes s'affrontent d'un côté tandis que de l'autre deux clubs français tenteront de décrocher leur ticket pour leur première finale de l'histoire ;

### Finales
| AS Pontoise-Cergy  | 3 - 1 (10-5)       | TTC Gazprom Orenbourg | Pontoise-Cergy |
| ------------------ | ------------------ | --------------------- | -------------- |
| Détail des matches | Détail des matches | Détail des matches    | Durée :        |
| Marcos Freitas     | 1-3                | Dimitrij Ovtcharov    |                |
| Wang Jian Jun      | 3-0                | Vladimir Samsonov     |                |
| Kristian Karlsson  | 3-1                | Alexey Smirnov        |                |
| Marcos Freitas     | 3-1                | Vladimir Samsonov     |                |

| TTC Gazprom Orenbourg | 3 - 1 (11-8)       | AS Pontoise-Cergy  | Orenbourg                       |
| --------------------- | ------------------ | ------------------ | ------------------------------- |
| Détail des matches    | Détail des matches | Détail des matches | Durée :                         |
| Dimitrij Ovtcharov    | 3-2                | Wang Jian Jun      | 11-7, 10-12, 9-11, 11-9, 11-7   |
| Vladimir Samsonov     | 3-2                | Marcos Freitas     | 11-8, 11-9, 10-12, 11-13, 12-10 |
| Alexey Smirnov        | 2-3                | Kristian Karlsson  | 10-12, 11-4, 8-11, 11-6, 8-11   |
| Dimitrij Ovtcharov    | 3-1                | Marcos Freitas     | 11-7, 11-8, 5-11, 11-8          |

- L'As Pontoise-Cergy ()  remporte pour la première fois de son histoire la Ligue des Champions[2],[3](victoire au set-average 18 à 16).
- L'équipe championne est composée de Wang Jian Jun, Kristian Karlsson, Marcos Freitas et  Tristan Flore[4],[5].

## Compétition féminine

### Phase de poules
| Cl | Équipes             | Pts | J | V | D | Pp | Pc | Diff |
| -- | ------------------- | --- | - | - | - | -- | -- | ---- |
| 1  | Fenerbahçe SK       | 10  | 6 | 4 | 2 | 16 | 11 | +5   |
| 2  | TTC Berlin Eastside | 10  | 6 | 4 | 2 | 15 | 11 | +4   |
| 3  | SVS Strock          | 9   | 6 | 3 | 3 | 13 | 12 | +1   |
| 4  | Metz TT             | 7   | 6 | 1 | 5 | 7  | 17 | -10  |

| Cl | Équipes              | Pts | J | V | D | Pp | Pc | Diff |
| -- | -------------------- | --- | - | - | - | -- | -- | ---- |
| 1  | Linz AG Froschberg   | 12  | 6 | 6 | 0 | 18 | 4  | +14  |
| 2  | KTS Zamek Tarnobrzeg | 10  | 6 | 4 | 2 | 15 | 8  | +7   |
| 3  | Tyumen TT            | 8   | 6 | 2 | 4 | 7  | 14 | -7   |
| 4  | Budaörsi 2i Sc       | 6   | 6 | 0 | 6 | 4  | 18 | -14  |

### Phase finale
|  | Demi-finales                | Demi-finales                |               |       | Finale     | Finale     |
|  | Demi-finales                | Demi-finales                |               |       | Finale     | Finale     |
|  |                             |                             |               |       |            |            |
|  | Aller à Tarnobrzeg le 17/01 | Aller à Tarnobrzeg le 17/01 |               |       | Aller à le | Aller à le |
|  | Aller à Tarnobrzeg le 17/01 | Aller à Tarnobrzeg le 17/01 |               |       | Aller à le | Aller à le |
|  | Fenerbahçe SK               | 210 ; 39                    |               |       | Aller à le | Aller à le |
|  | Fenerbahçe SK               | 210 ; 39                    |               |       | Aller à le | Aller à le |
|  | KTS Zamek Tarnobrzeg        | 28 ; 312                    |               |       | Aller à le | Aller à le |
|  | KTS Zamek Tarnobrzeg        | 28 ; 312                    | Fenerbahçe SK | 2 ; 0 |            |            |
|  | Aller à Berlin le 17/01     |                             | Fenerbahçe SK | 2 ; 0 |            |            |
|  |                             | TTC Berlin Eastside         | 3 ; 3         |       |            |            |
|  | TTC Berlin Eastside         | TTC Berlin Eastside         | 3 ; 3         | 3 ; 1 |            |            |
|  | TTC Berlin Eastside         |                             |               | 3 ; 1 |            |            |
|  | Linz AG Froschberg          | 2 ; 3                       |               |       |            |            |
|  | Linz AG Froschberg          | 2 ; 3                       |               |       |            |            |